# Ulf Frötzschner
Ulf Frötzschner (* in Schleiz/Thüringen) ist ein deutscher Dramaturg und Theaterregisseur, der in Wien lebt und arbeitet.

## Leben
Ulf Frötzschner besuchte die Spezialklassen für Musik in Wernigerode und absolvierte dort unter anderem eine Ausbildung zum Chorleiter. Danach studierte er in Berlin Germanistik, Theaterwissenschaft und Philosophie. Während des Studiums arbeitete er bereits als dramaturgischer Mitarbeiter am Maxim-Gorki-Theater Berlin. Als Regisseur inszenierte er am Theater Bremen, am Theater Kiel, am ETA Hoffmann Theater Bamberg, am Volkstheater Rostock, am Gerhart-Hauptmann-Theater Zittau und am neuen theater Halle. In Leipzig und in Bochum unterrichtete er als Dozent im Fach Schauspiel. Als Dramaturg arbeitete er unter anderem am Theater am Ufer Berlin, am Luzerner Theater, am Theater Basel, am Staatstheater Augsburg und im Theaterhaus Gessnerallee in Zürich. Ab 2015 war er zunächst Schauspieldirektor, dann Mitglied des Intendanz-Direktoriums am Theater Trier, danach Dramaturg und Mitglied der Schauspieldirektion an der Volksbühne Berlin. Seit der Spielzeit 20/21 ist er Dramaturg am Volkstheater in Wien.